# Viaggio nel corpo umano
Viaggio nel corpo umano è un programma televisivo italiano, in onda dal 16 ottobre 2022 su Food Network, condotto da Marco Bianchi,

## Il programma
Il programma, che trae origine da un libro scritto dal conduttore, si suddivide in due parti. Nella prima perte i telespettatori vengono informati su come funzionano i organi umani e su come questi assorbono e tollerano i vari alimenti che una persona assume. Nella seconda parte, invece, vengono preparare ricette salutari in grado di apportare benefici alla salute.